# Bodrum
Bodrum ou Budrum (na grafia antiga), conhecida na Antiguidade como Halicarnasso (em grego: Αλικαρνασσός) e na Idade Média como Petrônio (em latim: Petronium), é um porto turco na província de Muğla. Está situado na península de Bodrum, perto da entrada noroeste do golfo de Gökova, em frente da ilha grega de Cós. É um centro de turismo e náutica e na Antiguidade era conhecida como a Halicarnasso de Cária, famosa por seu mausoléu.
A povoação tornou-se em local turístico extremamente popular para europeus do norte devido à sua agradável costa e animada vida noturna (humoristicamente é conhecida como o "dormitório da Europa"). Com uma população de 36 401 habitantes (censo de 2013), recebe centenas de milhares de turistas todos os anos.

## História
Embora tenha sido o local de nascimento do escritor e historiador Heródoto (484-420 a.C.), e, já no século I, o também historiador Dionísio de Halicarnasso, a maior glória da cidade foi durante o domínio do sátrapa Mausolo, que reinou em nome dos persas desde 377 a 353 a.C.. Ao morrer em 353 a.C., a sua mulher Artemísia II de Cária, contratou os arquitectos gregos Sátiro e Píteo e os melhores escultores da época para construir um túmulo para o seu defunto marido. Foi este túmulo uma das Sete Maravilhas do Mundo, sendo a origem da palavra "mausoléu".
Depois das invasões de Alexandre, o Grande, dos bárbaros e dos árabes, e de um sismo em 1404, os Cavaleiros de São João demoliram no século XIV o túmulo utilizando os restos para a construção do Castelo de São Pedro de Halicarnasso, entrando a cidade num período obscuro. O castelo e o povoado ficaram conhecidos como Petrônio até que em 1522 foi conquistado por Solimão, o Magnífico para o Império Otomano.
Vila de pescadores até princípios da década de 1970, a moderna cidade foi construída sobre as ruínas da antiga Halicarnasso convertendo-se no destino turístico mais activo da Turquia, atraindo poetas, músicos e outros artistas.